# Jos Heymans
Jos Heymans (Schiedam, 17 januari 1951 – Den Haag, 2 maart 2023) was een Nederlands journalist. Hij was vooral bekend als parlementair verslaggever van RTL Nieuws.

## Biografie
Heymans begon zijn journalistieke carrière in 1973 bij het Haagse regionale dagblad Het Binnenhof en raakte al snel bij de politiek betrokken. In 1976 ging hij werken bij de Geassocieerde Pers Diensten (GPD), onder meer als parlementair/departementaal verslaggever. 
Vanaf 1 mei 1995 was Heymans actief als parlementair verslaggever voor de Haagse redactie van RTL Nieuws. Hij had als portefeuilles Buitenlandse Zaken, Defensie en Ontwikkelingssamenwerking. Ook deed hij verslag van de ontwikkelingen in de Europese Unie en was hij de vaste vervanger van Frits Wester als politiek analist. Daarnaast was Heymans voorzitter van de Parlementaire Pers Vereniging (PPV) en bestuurslid van het internationaal perscentrum Nieuwspoort.
In 2002 was Heymans de eerste journalist die op televisie over de val van het kabinet-Kok II berichtte.
In 2016 ging hij met pensioen. Hij bleef wel elke zaterdag een column schrijven voor de website van RTL Nieuws. 
Heymans overleed begin maart 2023 op 72-jarige leeftijd na een kort ziekbed.

## Publicaties
In 2003 bracht Heymans het boek Het jaar van de waanzin (ISBN 90-120-9769-X) uit dat gaat over de politieke gebeurtenissen in het jaar 2001-2002. Heymans zelf typeert het als  de meest turbulente periode in de parlementaire geschiedenis van Nederland'.
In 2010 verscheen zijn tweede boek 'Over rechts, de formatie' (ISBN 978 9461560063), een verslag in dagboekvorm achter de schermen van de kabinetsformatie van VVD, CDA met gedoogsteun van de PVV. Het boek bevat tevens een dubbelinterview met Mark Rutte (VVD) en Maxime Verhagen (CDA), die terugblikken op de formatie.
- Gemeinsame Normdatei: 173632602
- International Standard Name Identifier: 0000 0000 3657 3127
- Library of Congress Control Number: n2004029315
- Nederlandse Thesaurus van Auteursnamen: 073580112
- Parlement.com: vhyjnm9crxzg
- Virtual International Authority File: 65859541
- WorldCat: E39PBJkhFDGjcw8prYKJqYGWDq